# Christopher Gonzalez
Christopher Gonzalez (13 febbraio 1990) è un calciatore americo-verginiano, di ruolo attaccante.

## Carriera

### Club
Dal 2007 gioca con i Rovers.

### Nazionale
Ha esordito in nazionale nel 2008, in una partita di qualificazioni ai Mondiali.